# Albert Ray

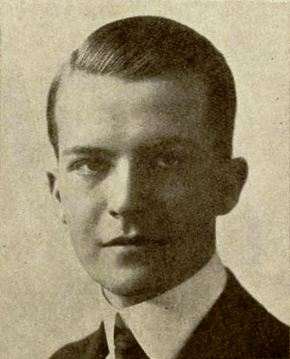
Albert Ray (1919)

Albert Ray (* 28. August 1897 in New Rochelle, New York; † 5. Februar 1944 in Los Angeles, Kalifornien) war ein US-amerikanischer Filmregisseur, Schauspieler und Drehbuchautor.

## Leben
Ray war schon während seiner Schulzeit dem Film verbunden, da er in den Sommerferien als Teil des festen Ensembles der Vitagraph arbeitete. Nach Abschluss der Schule spielte er Sommertheater u. a. am Harlem Opera House in New York City. Als Regisseur begann er mit Kurzfilmen, die er für die an der Ostküste angesiedelte Pathé herstellte; 1915 ging er nach Hollywood. Als Filmschauspieler arbeitete er dort gelegentlich bis 1922; hauptsächlich aber konzentrierte er sich auf Regiearbeiten.
Ray drehte zwischen 1915 und 1939 zahlreiche Filme; zunächst legte er Ben-Turpin-Komödien für die Vogue Pictures vor, anschließend war er bei der Fox Film Corporation und verantwortete die Sunshine Comedies. 1921 kam mit Scrap Iron sein Langfilmdebüt in die Kinos, in dem er (wie bei neun weiteren Komödien) seinen Cousin Charles Ray inszenierte. Zurück bei Fox drehte er die Serie um Helen and Warren sowie neunzehn Langfilme, einige nach eigenem Drehbuch. Bei Paramount Pictures war er in der Kurzfilm-Abteilung beschäftigt. In späteren Jahren entstanden u. a. einige B-Western mit Johnny Mack Brown.
Ray war mit der Bühnenschauspielerin Roxana McGowan verheiratet; aus der später geschiedenen Ehe gingen zwei Kinder hervor.

## Filmografie (Auswahl)
Regisseur
- 1920: The Kick in High Life (Kurzfilm)
- 1930: Unholy Love
- 1939: Desperate Trails

Darsteller
- 1920: The Night Riders

Drehbuch
- 1939: Charlie Chan in Reno